# 釧路開発埠頭埠頭線
埠頭線（ふとうせん）は、北海道釧路市の新富士駅から同市の北埠頭駅までを結んでいた釧路開発埠頭の鉄道路線（貨物線）である。

## 概要
1940年（昭和15年）より始められた釧路港新埠頭の埋立工事は釧路埠頭倉庫によりすすめられていた。釧路埠頭倉庫は道東各地から集荷する石炭やその他物資の新埠頭への輸送手段として専用鉄道を新富士駅より新埠頭まで建設することになった。戦時中でもあり資材確保に苦労し一部の橋脚は木製となり、軌条も雄別炭礦鉄道や廃止となった大沼電鉄より調達した。また建設工事中には空襲にあうなど鉄橋に被害をうけ、開通したのは戦後の1946年（昭和21年）になってからであった。もっとも埠頭の諸施設はまだ整備されておらず、主目的の石炭輸送は1949年（昭和24年）3月からおこなわれるようになった。1951年（昭和26年）になると釧路埠頭倉庫は鉄道部門を雄別炭礦鉄道に譲渡することになった。雄別炭礦鉄道は車両、施設、従業員を引継ぎ専用鉄道として運行したが、1952年（昭和27年）に地方鉄道に変更した。
その後、炭鉱の閉鎖に伴い1970年（昭和45年）に石炭輸送は廃止されたが、釧路港と日本国有鉄道を結び、飼料や石油輸送の重要路線であったため釧路開発埠頭に譲渡・継承された。
しかし、1977年（昭和52年）に西港線が開業すると、石油の輸送拠点である油槽所は西港へ移転、その他の貨物輸送も輸送量が減少し、1984年2月1日国鉄ダイヤ改正に合わせ、1984年（昭和59年）1月31日限りで廃止された。
路線は新富士駅で分岐した国鉄根室本線と並走、新釧路川を渡ったのち釧路操車場（現・釧路運輸車両所付近）より分岐していた中央埠頭および国鉄浜釧路駅までの支線である公共臨港線（1989年廃止・廃線跡は浜町臨港通）と並走、北埠頭駅へ至っていた。北埠頭駅の東隣に浜釧路駅があった。

### 路線データ
- 管轄（事業種別）：釧路開発埠頭（第一種鉄道事業者）
- 路線距離：2.1km
- 軌間：1067mm
- 駅数：2駅（起終点駅含む）
- 複線区間：なし（全線単線）
- 電化区間：なし（全線非電化）
- 閉塞方式：タブレット閉塞

## 歴史
- 1941年（昭和16年）11月13日 - 釧路埠頭倉庫に対し専用鉄道敷設免許[4]
- 1946年（昭和21年）2月10日 - 新富士-埠頭間 専用鉄道開業[1]。
- 1949年（昭和24年）
  - 1月 - 第1陸上高架桟橋設置、木材線、雑貨線等敷設[1]。
  - 3月 - 石炭船積用第1ローダー設置[1]。
  - 9月 - 国鉄新富士駅構内にて雄別鉄道鳥取側線が平面交差して当専用鉄道と接続[1]。
- 1950年（昭和25年）
  - 7月 - 石炭船積用第2ローダー、第2陸上高架桟橋設置[1]。
  - - 起点2.000km付近に機関庫、給水所、駅舎を集約移転[1]。
- 1951年（昭和26年）7月1日 - 釧路埠頭倉庫の鉄道部門一切を雄別炭礦鉄道に譲渡し、埠頭線（専用鉄道）とする[2]。
- 1952年（昭和27年）
  - 3月4日 - 十勝沖地震により損壊、復旧までの約2週間運行停止[1]。
  - 8月1日 - 埠頭線に対し専用鉄道を地方鉄道に変更認可[1]。埠頭駅を雄別埠頭駅に改称[1]。
  - 9月11日 - 地方鉄道として開業[1]。
- 1959年（昭和34年）9月1日 - 雄別鉄道に譲渡[2]。
- 1960年（昭和35年）11月23日 - 起点1.174kmから副港魚揚場（現・第1魚揚場右翼棟及び左翼棟）裏へ副港線を敷設し営業開始[1]。
- 1961年（昭和36年）から1965年（昭和40年） - 雄別埠頭駅周囲に石油、セメント専用線増設[1]。
- 1968年（昭和43年）1月 - 鶴野線が埠頭線と接続[1]、国鉄新富士駅構内での鳥取側線への平面交差を廃止[1]、社新富士駅が中間駅となる。タブレット閉塞開始[1]。
- 1970年（昭和45年）
  - 2月12日 - 雄別鉄道が雄別炭礦に合併[1]。
  - 4月16日 - 釧路開発埠頭に譲渡、同社の北埠頭線となる[1]。雄別埠頭駅を北埠頭駅に改称。
  - - ローダー、貯炭場等石炭関係設備撤去[1]。
- 不明（1974年以前[5]） - 副港線廃止。
- 1984年（昭和59年）2月1日 - 廃止[2]。

## 駅一覧
- 新富士駅 - 北埠頭駅